# Wasserscheiden in den Alpen

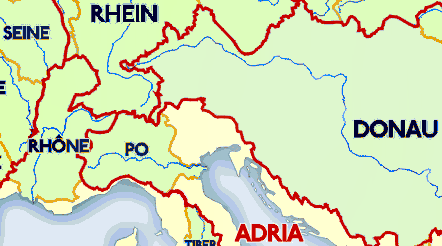
Wasserscheiden in den Alpen

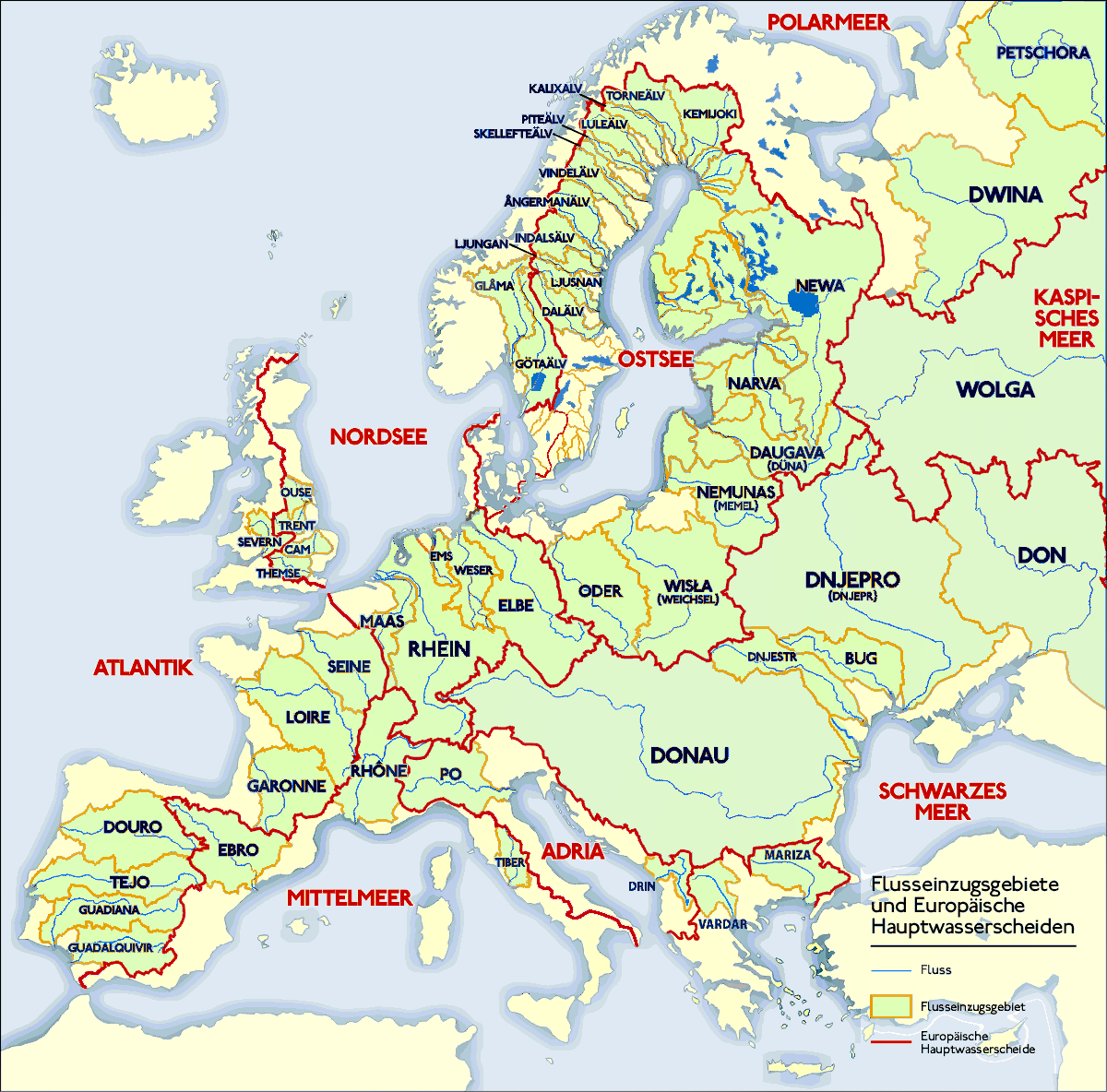
Wasserscheiden Europas

Der Alpenraum gehört im Wesentlichen zu fünf Flusseinzugsgebieten:
- Rhein, fließt zur Nordsee,
- Rhone, zum westlichen Mittelmeer (Golfe du Lion),
- Po, zum östlichen Mittelmeer (Adria),
- Etsch, ebenfalls zur Adria,
- Donau, zum Schwarzen Meer.

Teile der Alpensüdseite entwässern über kleinere Flüsse, beispielsweise
Var oder Piave, direkt zum Mittelmeer. Dabei liegt nur der Rhein nördlich, alle anderen Flusssysteme südlich der europäischen Wasserscheide, die das Nordatlantische Wasser von Mittelmeer/Schwarzem Meer trennt.

## Legende
Im Folgenden wird der Verlauf der Hauptwasserscheiden in den Alpen beschrieben.
Erläuterungen zur Typografie
- Pässe sind fett gesetzt. Die Auswahl ist subjektiv. Heute gut ausgebauten oder historisch bedeutsamen Pässen wird der Vorrang gegeben.
- Kursiv stehen Angaben, mit denen die Gebiete links und rechts der Wasserscheide näher beschrieben werden, zumeist Namen von Nebenflüssen. Landschaftsnamen sind in Klammern gesetzt.

## Wasserscheiden entlang des Alpenhauptkamms (von Südwest nach Ost)

### Wasserscheide Po-Ligurisches Meer
Anfang der Wasserscheide. Hier beginnen definitionsgemäß die Ligurischen Alpen. Die Wasserscheide setzt sich im Osten im Apennin fort.
- Orba, Tànaro und Stura di Demonte/ kleinere Flüsse zum Ligurischen Meer:
Colle di Cadibona  (zwischen Mondovì und Savona) – Colle del Melogno – Colle San Bernardo–  Colle di Nava – Monte Saccarello – Colle di Tenda – Cime du Gélas.
- Stura di Demonte /  Var.Vésubie und Var.Tinée:
Cime du Gélas (Cima dei Golas) – Cima Argentera – Col de la Lombarde – Mont Ténibres – Rocca dei Tre Vescovi beim Tête de l'Enchastraye.

Ende der Wasserscheide. Angrenzend Flussgebiet Rhône.

### Rhône-Po-Wasserscheide
- Anfang der Wasserscheide. Angrenzend Flussgebiet Rhein.
- Ticino (Leventina)[1]: Gotthard-Gruppe und Leone-Gruppe, südliche Begrenzung des Goms.
Dreiländereck Uri – Tessin – Wallis südöstlich des Witenwasserenstock auf dem Grat zwischen Pizzo Rotondo und Pizzo Lucendro – Pizzo Rotondo – Pizzo Gallina – Nufenenpass – Nufenenstock – Griespass.
- Ticino / Toce[1]:
Griespass – Blinnenhorn – Hohsandhorn – Ofenhorn – Albrunpass – Albrunhorn – Scherbadung – Helsenhorn – Wasenhorn – Monte Leone – Hübschhorn – Simplonpass – Spitzhörli – Böshorn.
- Vispa / Ticino.Toce[1]: Walliser Alpen. Zunächst auf dem Weissmies-Kamm nach Süden, ab dem Portjengrat auf dem Alpenhauptkamm nach Südwesten.
Böshorn – Fletschhorn – Weissmies – Portjengrat – Sonnighorn – Latelhorn – Spechhorn – Monte Moro – Weissgrat – Monte Rosa (Signalkuppe).
- Vispa / Sesia[1]:
Monte Rosa (kurzes Gratstück bis zur Ludwigshöhe). Ab jetzt vorwiegend westliche Richtung.
- Vispa / Dora Baltea[1]:
Monte Rosa – Breithorn – Matterhorn – Dent d’Hérens – Tête Blanche.
- Borgne / Dora Baltea:
Tête Blanche – Mont Brulé – L'Evêque – La Singla.
- Drance / Dora Baltea: Mont-Blanc-Gruppe, ab der Aiguille de Bionnassay (kurz nach dem Hauptgipfel) vorwiegend südliche Richtung.
La Singla – Bec d’Epicoune – Mont Gelé – Mont Vélan – Grand St-Bernard – Grand Golliat – Col de Ferret – Mont Dolent.
- Arve / Dora Baltea: Mont Blanc-Gruppe, ab Kleinem St. Bernhard Übergang in die Rutor-Gruppe.
Mont Dolent – Grandes Jorasses – Mont Blanc – Tré la Tête – Aiguille des Glaciers.
- Isère (Tarentaise) / Dora Baltea:
Aiguille des Glaciers – Col de la Seigne – Pointe de Léchaud – Sommet des Rousses – Petit St-Bernard – Grand Assaly – Becca du Lac – Col du Mont – Aiguille de la Grande Sassière – Tsanteleina – Pointe de la Galise.
- Isère (Tarentaise) / Orco: Oberhalb des Isère-Gletschers Eintritt in die Charbonnel-Gruppe.
Pointe de la Galise – Grande Aiguille Rousse.
- Isère.Arc / Orco:
Grande Aiguille Rousse – Levanna Centrale.
- Isère.Arc / Stura di Lanzo: Richtung vorwiegend südwestlich.
Levanna Centrale – Cime Monfret – Petite Ciamarella – Croix Rousse – Rocciamelone (Rochemelon).
- Isère.Arc / Dora Riparia: Die Wasserscheide umgreift den Mont-Cenis-See halbkreisförmig. Übergang zur Thabor-Gruppe.
Rocciamelone – Pointe de Ronce – Col du Mont Cenis – Pointe de Bellecombe – Dent d'Ambin – Cime du Grand Vallon – Pointe Sommeiller – Aiguille de Scolette – Col du Fréjus – Mont Thabor.
- Durance / Dora Ripária: Am Montgenèvre-Pass Übergang in die Cottischen Alpen.
Mont Thabor – Col de l'Échelle – Pointe des Rochers Charniers – Col de Montgenèvre – Bric Froid – Grand Queyron.
- Durance / Pellice-Po-Varaita-Maira-Tanaro: Grand Queyron – Passo di Vallanta beim Monviso – Col Agnel – Brec de Chambeyron – Col de Larche (Colle della Maddalena) – Rocca dei Tre Vescovi beim Tête de l'Enchastraye.
- Ende der Wasserscheide. Angrenzend Flussgebiet Var.

### Rhein-Po-Wasserscheide
Im Bereich der Gotthard-Gruppe bis zum Piz Curnera folgt die Wasserscheide dem Alpenhauptkamm. Zwischen Piz Curnera und Lukmanierpass verläuft die Wasserscheide zwischen Val Cadlimo und der Piora-Mulde südlich des Alpenkamm. Am nördlichen Rand der Pioramulde teilt sich die Wasserscheide zweimal in zwei Zweige auf und umfasst die abflusslos in Senken gelegenen Seen Lago di Tom und Lago di Dentro.
Die Zugangswege zu den Pässen verteilen sich im Norden wie im Süden jeweils auf zwei Täler.
- Anfang der Wasserscheide. Angrenzend Flussgebiet Rhône.
- Aare.Reuss / Ticino (Leventina):
Witenwasserenstock – Pizzo Lucendro – Gotthardpass – Pizzo Centrale – Piz Alv.
- Vorderrhein (Tujetsch) / Ticino (Leventina):
Piz Alv – Passo Bornengo – Piz Borel – Piz Curnera.
- Vorderrhein (Medel) / Ticino (Leventina):
Piz Curnera – Bocchetta di Cadlimo – Punta Negra – "Lago di Tom" – Pizzo Taneda – Piz Corandoni – "Lago di Dentro" – Schenadüi – Pizzo dell'Uomo.
  - Lago di Tom
Nordseite zum Cadlimotal (Medel, Vorderrhein)
- Bassa del Lago Scuro -
Südseite (Tessin)
- Poncioni Negri – Pizzo Stabbiello – Bassa della Fontana del Bò – Alpe Tom – Motta – Poncione Cariói – Pizzo Taneda
  - Lago di Dentro
Nordseite zum Cadlimotal
Piz Corandoni – Bocchetta della Miniera – Schenadüi
Südseite
Piz Corandoni – Stabbio della Pecora di Dentro – Schenadüi
- Vorderrhein (Medel) / Ticino (Blenio):
Adula-Alpen. Pizzo dell'Uomo – Lukmanierpass – Scopí – Cima della Bianca – Sasso Lanzone – Piz Medel.
- Vorderrhein (Sumvitg) / Ticino (Blenio): Die Wasserscheide wendet sich markant nach Süden.
Piz Medel – Piz Valdraus – Greinapass – Piz Corói – Piz Terri.
- Vorderrhein (Lumnezia) / Ticino (Blenio): Jetzt wieder vorwiegend nach Osten.
Piz Terri – Piz Alpettas – Testa di Garzora – Plattenberg – Rheinwaldhorn.
- Hinterrhein / Ticino (Blenio): Adula-Alpen, am San-Bernardino-Pass Übergang zur Ceneri-Gruppe.
Rheinwaldhorn – Lògia – Vogelberg – Rheinquellhorn – Pizzo de Stabi.
- Hinterrhein / Ticino (Misox):
Pizzo de Stabi – Zapportgrat – Passo del San Bernardino – Pizzo Uccello – Einshorn – Passo Vignone – Pizzo de la Lumbreida – Pizzo Curciusa – Pizzo Bianch.
- Hinterrhein / Adda.Mera: Am Splügenpass beginnen die Ostalpen: Oberhalbsteiner Alpen (Platta-Gruppe). Die Wasserscheide wendet sich bald nach Süden, um die Quelltäler des Rein da Ferrera zu umgreifen, das Valle di Lei und das Avers. Auf dem Grat, der das Bergell nach Norden abschließt, dreht sie wieder auf östliche Richtung.
Pizzo Bianch – Pizzo Ferrè – Pizzo Tambo – Splügenpass – Surettahorn – Punkt 2916 46° 30′ 13,4″ N, 9° 22′ 24,4″ O (748500 / 152099).
- Hinterrhein (Ferrera) / Adda.Mera:
Punkt 2916 – Pizzo Spadolazzo – Pass da Niemet – Piz Timun – Monte Mater – Pizzo Groppera – Angeloga – Pizzo Stella – Pizzo Somma Valle – Cima da Lägh – Pizz Gallagiun – Pass da la Prasignola – Piz dal Märc – Gletscherhorn – Piz Turba – Piz Forcellina.
- Hinterrhein.Albula (Oberhalbstein) / Adda.Mera: Der Gebirgsstock zwischen Septimer und Julier zählt zu den Albula-Alpen.
Piz Forcellina – Septimerpass – Motta da Sett – Pass Lunghin.
- Ende der Wasserscheide. Angrenzend Flussgebiet Donau.

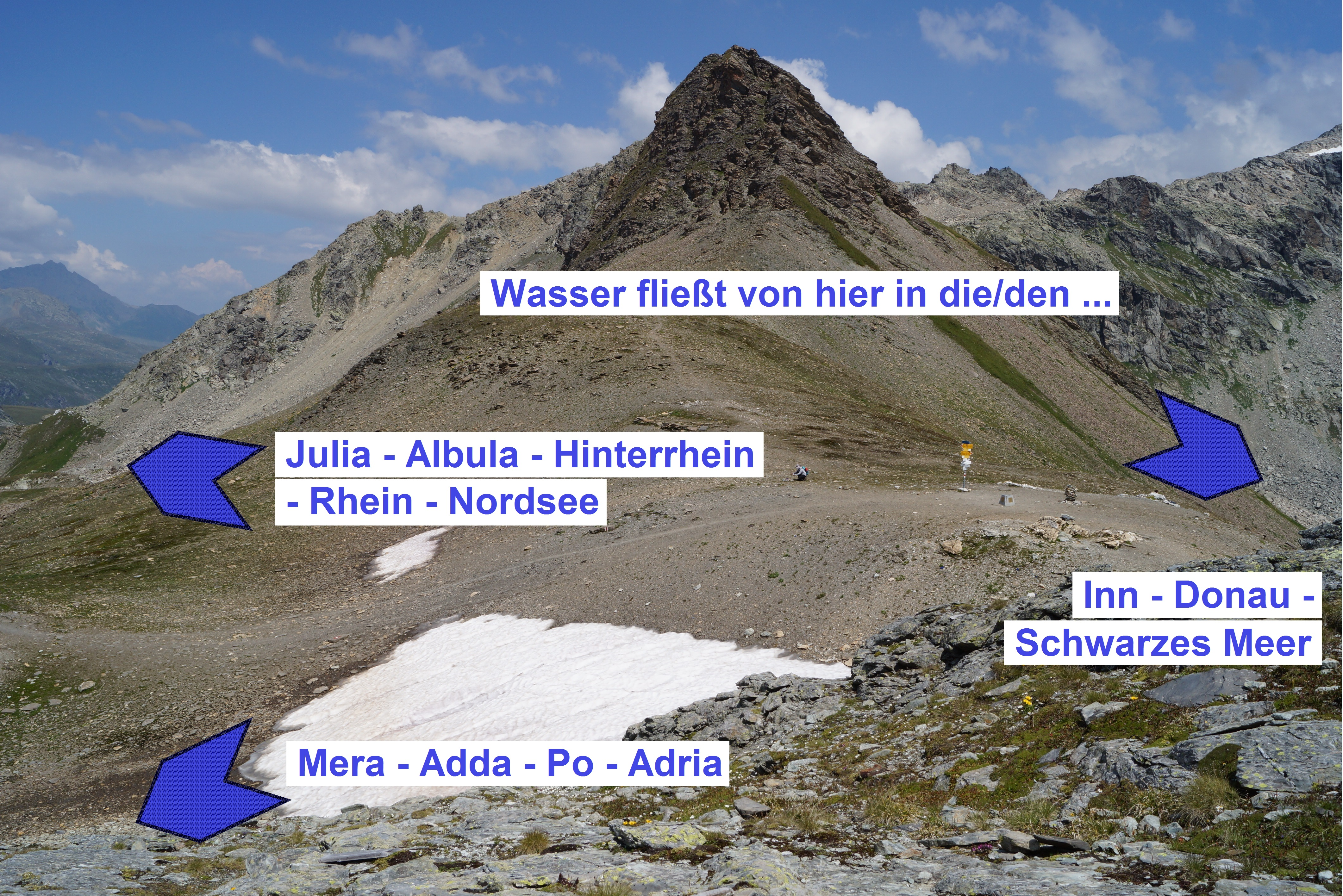
Dreifach-Wasserscheide
Rhein – Po – Donau
am Pass Lunghin

### Donau-Po-Wasserscheide (= Inn-Po-Wasserscheide)

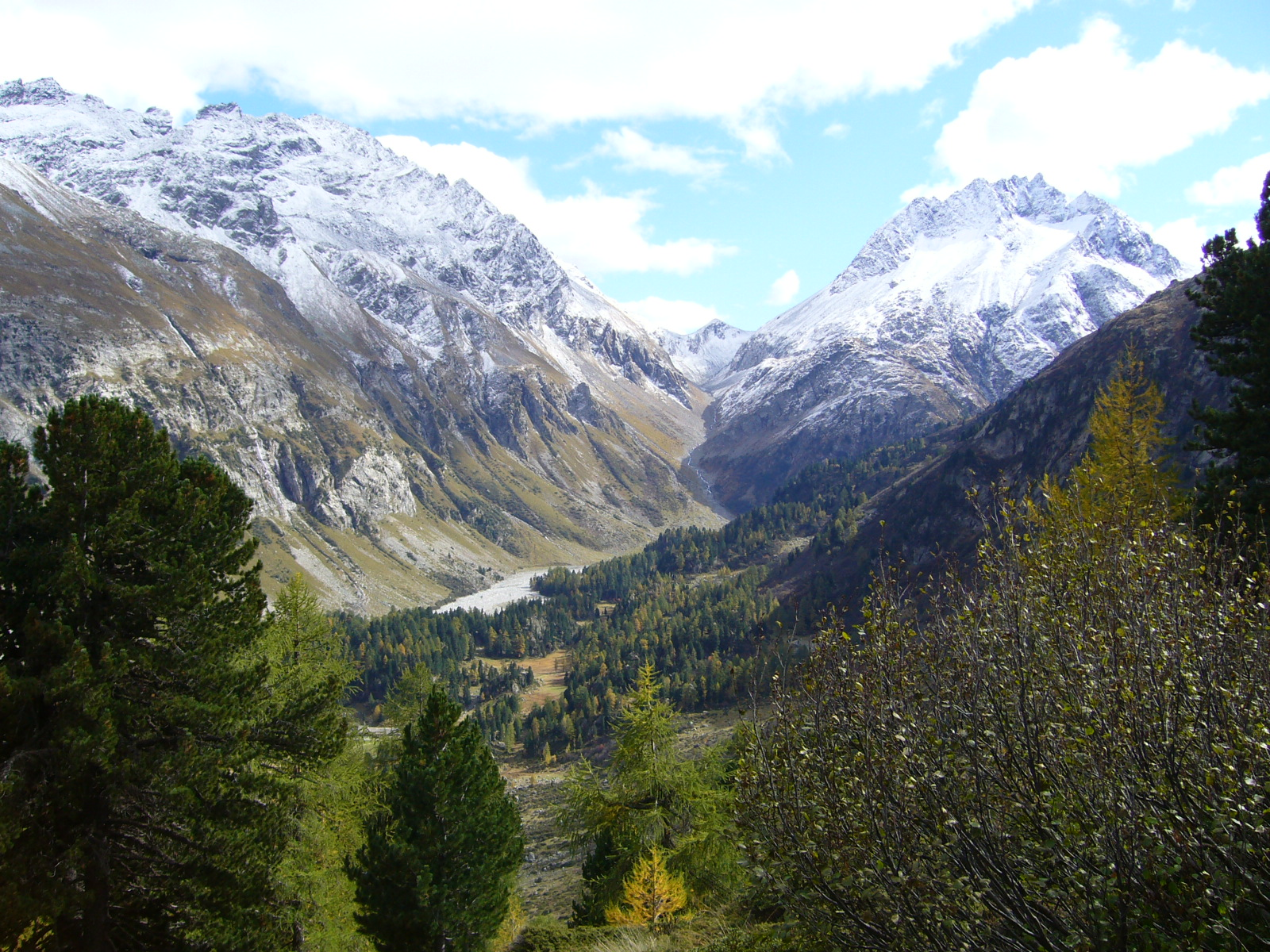
Blick zum Muretto-Pass

- Anfang der Wasserscheide. Angrenzend Flussgebiet Rhein.
- Inn (Engadin) / Adda.Mera: Das Gebiet nördlich des Inns zählt zu den Albula-Alpen. Südlich beginnen die Bernina-Alpen, auf deren Hauptkamm die Wasserscheide bis zum Berninapass in vorwiegend östlicher Richtung verläuft.[1]
Pass Lunghin – Piz Lunghin – Malojapass – Piz da la Margna – Piz Fedoz – Piz Muretto.
- Inn (Engadin) / Adda (Valmalenco):
Piz Muretto – Piz Fora – Piz Glüschaint – Piz Roseg – Piz Scerscen – Piz Bernina – Piz Zupò – Piz Palü.
- Inn (Engadin) / Adda (Puschlav)[1]:
Piz Palü – Piz Cambrena – Berninapass – Übergang zu den Livigno-Alpen – Forcola di Livigno – Piz Paradisin – Piz Val Nera.
- Inn (Engadin) / Adda: Nordöstliche Richtung. Der letzte Abschnitt ab dem Piz Murtaröl zählt zur Ortlergruppe.
Piz Val Nera – Pizzo Filone – Monte Forcellina – Passo di Foscagno – Passo di Val Trela – Monte Pettini – Passo di Valle Alpisella – Pizzo Aguzzo – Passo di Fraele – Monte Cornaccia (Piz tea Fondada) – Piz Schumbraida – Monte Forcola.
- Ende der Wasserscheide. Angrenzend Flussgebiet Etsch.

### Inn-Etsch-Wasserscheide
- Anfang der Wasserscheide. Angrenzend Flussgebiet Po.
- Inn (Engadin) / Etsch (Vinschgau): Nach Westen um das Münstertal ausgreifend. Die Berge zählen zur Ortlergruppe, ab dem Ofenpass zur Sesvenna-Gruppe.[1]
Monte Forcola – Döss Radond (Talwasserscheide Val Mora/Val Vau) – Piz Turettas – Piz Dora – Piz Daint – Ofenpass – Munt de la Bescha – Pass da Costainas – Piz Terza – Piz Starlex – S-charljoch – Piz Sesvenna – Piz Rims – Schlinigpass – Craist' Alta –  Grionkopf – Äußerer Nockenkopf.
- Inn (Tirol) / Etsch (Vinschgau): Die Wasserscheide verläuft nun vorwiegend in östlicher Richtung über die Gipfel der Zentralalpen. Dies sind ab dem Reschenpass die Ötztaler Alpen, ab dem Timmelsjoch die Stubaier Alpen.
Äußerer Nock – Reschenpass – Großer Schafkopf – Weißseespitze – Weißkugel – Hochjoch – Similaun – Hohe Wilde.
- Inn / Passer:
Hohe Wilde – Gurgler Kamm – Timmelsjoch – Wilder Pfaff.
- Inn / Eisack: Nach der tiefsten Einsenkung der Zentralalpen am Brennerpass beginnen die Zillertaler Alpen.
Wilder Pfaff – Wilder Freiger – Östl. Feuerstein – Tribulaun – Brennerpass – Hohe Wand.
- Inn.Ziller / Eisack:
Hohe Wand – Pfitscher Joch – Hochfeiler – Hoher Weißzint.
- Inn.Ziller / Eisack.Rienz:
Hoher Weißzint – Großer Möseler – Schwarzenstein – Rauhkofel – Dreiecker.
- Inn.Salzach / Eisack.Rienz:
Dreieckerspitze – Krimmler Tauern – Klockerkarkopf – Birnlücke – Dreiherrnspitze.
- Ende der Wasserscheide. Angrenzend Flussgebiet Drau.

### Inn-Drau-Wasserscheide
Die Wasserscheide läuft durch die Hohen Tauern knapp nördlich des Großglockners. Sie bildet in diesem Bereich die Südgrenze des Bundeslands Salzburg (außer im Bereich des Nördlichen Bockkarkeeses).
- Anfang der Wasserscheide. Angrenzend Flussgebiet Etsch

Dreiherrnspitze – Obersulzbachtörl – Großvenediger – Felber Tauern – Granatspitze – Kalser Tauern – Eiskögele – Johannisberg – Hohe Riffl – Fuscherkarkopf – Untere Pfandlscharte – Spielmann – Hochtor – Hocharn – Schareck – Korntauern – Ankogel – Arlscharte – Weinschnabel – Faulkogel
- Ende der Wasserscheide. Angrenzend Flussgebiet Enns

### Enns-Drau-Wasserscheide
Die Wasserscheide verläuft von den Niederen Tauern bis zu den Mürzsteger Alpen – durch Salzburg über die Steiermark bis nach Niederösterreich
- Anfang der Wasserscheide. Angrenzend Flussgebiet Inn
- Faulkogel – Radstädter Tauernpass – Hochgolling – Sölkpass – Rottenmanner und Wölzer Tauern – Triebener Tauern – Seckauer Tauern – Schoberpass – Eisenerzer Hauptkamm – Präbichl – Hochschwab – Steirischer Seeberg – Hohe Veitsch – Niederalpl – Lahnsattel – Göller
- Ende der Wasserscheide. Angrenzend Flussgebiet Traisen

### Traisen-Drau-Wasserscheide
- Anfang der Wasserscheide. Angrenzend Flussgebiet Enns
- Göller – Göller-Gippel-Zug – Gippelmauer
- Ende der Wasserscheide. Angrenzend Flussgebiet Leitha

### Traisen-Leitha-Wasserscheide
- Anfang der Wasserscheide. Angrenzend Flussgebiet Leitha
- Gippelmauer -Haselstein – Ochsattel – Hegerberg -Kalte Kuchl -Jochart – Unterberg
- Ende der Wasserscheide. Angrenzend Flussgebiet Fischa

### Traisen-Fischa-Wasserscheide
- Anfang der Wasserscheide. Angrenzend Flussgebiet Leitha
- Unterberg – Kirchwaldberg – Bettelmannkreuz – Kieneck (Gutensteiner Alpen)
- Ende der Wasserscheide. Angrenzend Flussgebiet Schwechat

### Traisen-Schwechat-Wasserscheide
- Anfang der Wasserscheide. Angrenzend Flussgebiet Fischa
- Kieneck – Veiglkogel – Gerichtsberg – Valeriehöhe – Klammhöhe
- Ende der Wasserscheide. Angrenzend Flussgebiet Große Tulln

### WasserscheideGroße Tulln-Schwechat
- Anfang der Wasserscheide. Angrenzend Flussgebiet Traisen
- Klammhöhe – Schöpfl – Jochgrabenberg -
- Ende der Wasserscheide. Angrenzend Flussgebiet Wien

### WasserscheideGroße Tulln-Wien
- Anfang der Wasserscheide. Angrenzend Flussgebiet Schwechat
- Kaiserbrunnberg – Rekawinkel – Heinratsberg – Troppberg – Riederberg

## Wasserscheiden nördlich des Alpenhauptkamms

### Wasserscheide Rhône-Var
Anfang der Wasserscheide. Angrenzend Flussgebiet Po. In vorwiegend südlicher Richtung durch die Seealpen.
- Tête de l'Enchastraye – Col de Restefond – Col de la Cayolle – Col des Champs – Col de Chamatte – Col de Blaine.

Weiter als Wasserscheide zwischen Rhône und Argens durch die Alpen und Voralpen der Provence.

### Rhône und Nebenflüsse
- Rhône oberhalb Genfersee / Arve / Isère / Durance

### Rhein-Rhône-Wasserscheide
Die Rhein-Rhône-Wasserscheide zieht als Teil der mitteleuropäischen Hauptwasserscheide von den Vogesen über die Burgundische Pforte, den Jura und das Schweizer Mittelland. Sie erreicht die Voralpen zwischen Lac de Bret und Mont Pèlerin.
- Broye / Genfersee: Freiburger Voralpen.
Mont Pèlerin – Mont Vuarat – Châtel-Saint-Denis – Niremont.
- Saane / Genfersee, Grande Eau: Freiburger Alpen.
Niremont – Teysachaux – Vanil Blanc – Dent de Lys – Vanil des Artses – Cape au Moine – Col de Jaman – Rochers de Naye – Pointe d'Aveneyre – Tour d’Aï – Mont d’Or – Col des Mosses – La Para – Col du Pillon – Oldenhorn.
- Aare.Saane: → Vom Oldenhorn bis zum Finsteraarhorn verläuft die Wasserscheide auf dem Hauptkamm der Berner Alpen.
Oldenhorn – Sanetschpass – Wildhorn – Schnidehorn.
- Aare.Simme und Kander:
Schnidehorn – Rawilpass – Wildstrubel – Gemmipass – Rinderhorn – Balmhorn – Lötschenpass – Hockenhorn – Tschingelhorn.
- Aare.Lütschine:
Tschingelhorn – Breithorn – Jungfrau – Mönch – Gross Fiescherhorn – Fieschergrat – Finsteraarhorn.
- Aare.(Hasli): Berner, ab Grimsel Urner Alpen.
Finsteraarhorn – Oberaarhorn – Aargrat – Grimselpass – Gärstenhörner – Tieralplistock – Dammastock.
- Aare.Reuss: Urner Alpen und Gotthard-Gruppe.
Dammastock – Galenstock – Furkapass – Muttenhörner – Witenwasserenstock (Grat zwischen Pizzo Rotondo und Pizzo Lucendro, Nebengipfel mit 3025 m ü. M.).
- Ende der Wasserscheide am Ostgipfel des Witenwasserenstocks. Angrenzend Flussgebiet Po.

### Rhein und Nebenflüsse
Zur feineren Unterteilung in Flusseinzugsgebiete zweiter Ordnung.
- Alpenrhein / Thur / Limmat / Reuss / obere Aare

### Rhein-Donau-Wasserscheide
Die Wasserscheide beginnt beim Pass Lunghin und endet im Fichtelgebirge. Der alpine Teil endet im Alpenvorland des Allgäu.
- Anfang der Wasserscheide. Angrenzend Flussgebiet Po.
- Hinterrhein.Albula.Julia (Oberhalbstein) / Inn (Engadin): Albula-Alpen.
Pass Lunghin – Piz Grevasalvas – Piz Lagrev – Julierpass – Piz Valletta – Piz Surgonda – Piz d’Agnel – Piz d’Err – Piz Laviner.
- Hinterrhein.Albula (Bergün) / Inn (Engadin):
Piz Laviner – Piz Bial – La Piramida – Fuorcla Crap Alv – Dschimels – Piz da las Blais – Albulapass – Piz Üertsch – Piz Blaisun – Piz Kesch – Fuorcla Funtauna – Ravais-ch – Sertigpass.
- Hinterrhein.Albula.Landwasser (Davos) / Inn (Engadin): Am Flüelapass Übergang in die Silvretta.
Sertigpass – Chüealphorn – Scalettapass – Scalettahorn – Piz Grialetsch – Piz Radönt – Flüela Schwarzhorn – Flüelapass – Flüela Wisshorn.
- Landquart / Inn (Engadin): Silvretta.
Flüela Wisshorn – Rosställispitz – Flesspass – Vereinapass – Piz Zadrell – Verstanclahorn – Silvrettagletscher – Signalhorn.
- Ill / Inn (Engadin): Richtung dreht von Nordost auf Nord.
Signalhorn – Piz Buin – Dreiländerspitze.
- Ill / Inn.Trisanna: Silvretta und Verwallgruppe (ab Zeinisjoch).
Dreiländerspitze – Tiroler Kopf – Hohes Rad – Bielerhöhe – Vallüla – Ballunspitze – Zeinisjoch – Schrotenkopf.
- Ill / Inn.Rosanna: Lechtaler Alpen und Lechquellengebirge (ab Arlbergpass).
Schrotenkopf – Verbellner Winterjoch – Stritkopf – Valschavielkopf – Silbertaler Winterjöchl – Kaltenberg – Arlbergpass – Schindlerspitze - Valfagehrjoch.
- Ill / Lech: Am Hochtannbergpass Übergang in die Allgäuer Alpen.
Valfagehrjoch - Valluga – Flexenpass – Wildgrubenspitze – Spullersee – Rauhes Joch – Rote Wand – Johanneskopf – Braunarlspitze.
- Bregenzer Ach / Lech:
Braunarlspitze – Karhorn – Hochtannbergpass – Höferspitze.
- Bregenzer Ach / Iller:
Höferspitze – Üntschenpass – Güntlespitze – Starzeljoch – Grünhorn – Gerachsattel – Hoher Ifen – Rohrmoossattel – Besler – Riedbergpass (Balderschwanger Tal) – Riedberger Horn – Scheidwangalpe – Hochgratkette (Hochgrat) – Himmeleck – Staufner Berg.
Angrenzend Flussgebiet Argen.

Südwestlich von Kempten (Allgäu), über Oberstaufen-Kalzhofen, Salmaser Höhe, Hauchenberg und Adelegg, wechselt die Europäische Hauptwasserscheide in das Alpenvorland. Sie verläuft von dort zunächst nach Westen bis zum Schwarzwald, von dort über Schwäbische Alb und Frankenalb nach Nordost bis ins Fichtelgebirge. Genauere Beschreibung siehe Wasserscheiden in Deutschland.

### Donau und Nebenflüsse
- Iller / Lech / Isar / Inn (mit Salzach) / Enns / Traisen / Drau (mit Mur) / Save

#### Iller-Lech- Wasserscheide
Die Wasserscheide verläuft entlang des Hauptkamms der Allgäuer Alpen und teils entlang der deutsch-österreichischen Grenze. Die beiden höchsten Gipfel, Großer Krottenkopf und Hohes Licht - sowie der markante Hochvogel und das Gaishorn liegen wenige hundert Meter südöstlich der Wasserscheide. Sie beginnt bei der Höferspitze (Nähe Hochtannbergpass) und endet in der Nähe des Haarberg. Der alpine Teil endet im Alpenvorland des Allgäu.
- Anfang der Wasserscheide. Angrenzend Flussgebiet Rhein.

Höferspitze - Seekopf - Großer Widderstein - Leopoldshörnle - Gemstelpass - Gehrner Berg - Schrofenpass - Grüner - Hundskopf - Biberkopf  – Bockkarscharte - Hochfrottspitze - Mädelegabel - Kratzer  – Mädelejoch – Öfnerspitze - Kreuzeck – Rauheck – Großer Wilder – Kreuzspitze  – Bockkarscharte – Kälbelespitze – Kirchdachsattel - Rauhorn - Bschießer - Kühgundkopf - Oberjochpass - Großer Hirschberg - Wertacher Hörnle - Gigglstein - Elleghöhe - Oy - Bodelsberg - Kempter Wald
Ende der Wasserscheide südlich des Haarberg.
Angrenzend Flussgebiet Günz.

#### Inn-Lech- Wasserscheide
Die Wasserscheide verläuft entlang des Hauptkamms der Lechtaler Alpen. Der höchste Gipfel ist die Parseierspitze, der einzige ausgebaute Pass das Hahntennjoch. Sie beginnt auf dem Grat zwischen Schindlerspitze und Valfagehrjoch und endet an der Gartnerwand nahe dem Fernpass.
- Anfang der Wasserscheide. Angrenzend Flussgebiet Rhein.

Valfagehrjoch - Weißschrofenspitze - Almajurjoch - Stanskogel - Kaiserjoch - Grießkopf - Vorderseespitze - Alperschonjoch - Samspitze  – Flarschjoch - Rotspitze – Grießmuttekopf –  Parseierscharte – Parseierspitze – Seescharte - Schwabenkopf - Großbergscharte - Medriolkopf - Bittrichkopf - Gufelgrasjoch - Dremelspitze - Hintere Dremelscharte - Große Schlenkerspitze - Imster Muttekopf - Hahntennjoch – Heiterwand - Schweinsteinjoch – Roter Stein - Gartnerwand
Ende der Wasserscheide.
Angrenzend Flussgebiet Isar.

#### Isar-Lech- Wasserscheide
Die Wasserscheide beginnt an der Gartnerwand in den Lechtaler Alpen, verläuft dann überwiegend in den Ammergauer Alpen und endet im Alpenvorland
- Anfang der Wasserscheide. Angrenzend Flussgebiet Inn.

Gartnerwand   - Lähn-Sattel (Zwischentoren) - Kleines Pfüitjöchle - Hochschrutte - Pitzenboden - Lichtbrenntjoch - Sattel 1004m Weg: Griesen-Plansee - Geierköpfe  – Ammersattel  - Lösertalkopf –  Bäckenalmsattel – Feigenkopf – Beim Ochsenkopf  - Hohe Bleick - Haldemooseck - Übergang ins Voralpenland über Peiting und Hoher Peißenberg
Ende der Wasserscheide bei Geltendorf.
Angrenzend Flussgebiet Paar.

#### Isar-Inn- Wasserscheide
Die Wasserscheide beginnt an der Gartnerwand in den Lechtaler Alpen, verläuft dann über die Mieminger Kette, Karwendel, Brandenberger Alpen und Bayerische Voralpen ins Alpenvorland.
- Anfang der Wasserscheide. Angrenzend Flussgebiet Lech.

Gartnerwand - Fernpass - Wannig - Hochplattig - Hohe Munde - Seefelder Sattel - Erlspitze - Kemacher – Hintere Bachofenspitze – Überschalljoch - Lamsenspitze – Bärenkopf – Maurach – Hochiss – Kögljochsattel - Vorderunnütz - Guffertspitze - Schneidsattel - Halserspitz - Ameiskopf - Achenpass - Hochalm - Schönberg - Mariaeck - Auerkamp - Nesselscheiberücken - Übergang ins Voralpenland
Ende der Wasserscheide östlich von Erding. Angrenzend Flussgebiet Vils.

#### Enns-Inn- Wasserscheide
Die Wasserscheide beginnt am Faulkogel in den Radstädter Tauern, verläuft dann über die  Salzburger Schieferalpen zum Dachsteingebirge
- Anfang der Wasserscheide. Angrenzend Flussgebiet Drau.

Faulkogel - Ennskraxn - Großenkareck - Wagrainer Höhe - Blümeck - Eben im Pongau - Rossbrand  - Übermoos - Marcheggsattel - Armkarwand
Ende der Wasserscheide im Dachsteingebirge.
Angrenzend Flussgebiet Traun.
Siehe auch: Jochenstein, zu den Wasserscheiden der hydrographischen Planungsräume Österreichs (DUJ/DBJ)

## Wasserscheiden südlich des Alpenhauptkamms

### Po und Nebenflüsse
- Dora Baltea / Sesia / Ticino / Adda / Oglio

### Wasserscheide Po-Etsch
- Anfang der Wasserscheide. Angrenzend Flussgebiet Donau.
- Adda / (Vinschgau): Hauptkamm der Ortlergruppe.
Monte Forcola – Punta di Rims – Umbrailpass – Stilfser Joch – Ortler – Königspitze – Monte Cevedale.
- Adda / Noce (Val di Sole):
Monte Cevedale – Punta Matteo – Corno dei Tre Signori (oberhalb Passo di Gavia).
- Oglio(Valcamonica) / Noce :
Corno dei Tre Signori – Tonalepass (Passo del Tonale) – Presanella.
- Mincio / Noce: 
Adamellogruppe: Presanella – Passo Campo Carlo Magno – Cima Brenta – Sella di Andalo – Monte Paganella
- Mincio / Etsch: 
Monte Paganella – Monte Mezzana – Monte Cornetto – Passo San Giovanni –
Rücken zwischen Gardasee und Trentiner Etschtal: Monte Altissima di Nago – Cima Valdritta
- Übergang in die Po-Ebene westlich von Verona. Die Wasserscheide erreicht die Adria etwa bei Porto Levante südlich von Chioggia.

### Wasserscheide Drau-Etsch
- Drau / Eisack.Rienz: Großvenedigergruppe und Rieserfernergruppe, ab dem Staller Sattel Villgratner Berge. Die Wasserscheide verläuft in diesem Abschnitt vorwiegend südlich, zwischen Ost- und Südtirol, wo südlich des Toblacher Sattels die Dolomiten beginnen.
- Beginn der Wasserscheide. Angrenzend Flussgebiet Inn
Dreiherrnspitze – Rötspitze – Hochgall – Staller Sattel – Pfannhorn – Toblacher Sattel – Paternkofel (Naturpark Drei Zinnen)
- Ende der Wasserscheide. Angrenzend Flussgebiet Piave.

### Wasserscheide Etsch-sonstige Adriazuflüsse
Anfang der Wasserscheide. Angrenzend Flussgebiet Donau.
- Eisack.Rienz / Piave: Die Wasserscheide verläuft mit vielen kleinen Richtungsänderungen durch die Dolomiten.
Paternkofel (Naturpark Drei Zinnen) – Drei Zinnen – Col Sant’Angelo – Monte Cristallo – Gemärk (Cimabanche) – Hohe Gaisl – Seekofel – Limojoch – Monte Cavallo – Valparolapass – Pralongià – Campolongopass – Sella.
- Avisio / Piave:
Sella – Passo Pordoi – La Mesola (Sass di Mezodi) – Passo Fedaia – Marmolada – Passo di San Pellegrino – Monte Predazzo – Passo di Valles – Cima di Vezzana.
- Avisio / Brenta: Jenseits des Passo di Rolle beginnen die Fleimstaler Alpen. Das Gebiet südwestlich der Brenta wird als Vizentiner Alpen bezeichnet.
Cima di Vezzana – Passo Rolle – Cima di Cece – Lagorai – Passo Manghen – Cima Croce – Val Sugana (Talwasserscheide bei Pergine) – Lavarone – Passo della Borcola – Monte Pasubio.

Die Wasserscheide zwischen Etsch und Brenta verläuft weiter südwärts bis zur Poebene zwischen Verona und Vicenza, dann zur Adria bei Chioggia.

### Donau-Adria-Wasserscheide (ohne Po und Etsch)
Anfang der Wasserscheide. Angrenzend Flussgebiet Etsch.
- Drau / Piave:
Paternkofel – Zwölferkofel – Sextner Rotwand – Kreuzbergpass – Demut – Große Kinigat.
- Drau.Gail / Piave: Karnischer Hauptkamm.
Große Kinigat – Hochweißstein.
- Drau.Gail / Tagliamento: Karnische Alpen, südlich des Val Canale folgen die Julischen Alpen.
Hochweißstein – Hohe Warte – Plöckenpass – Blaustein – Trogkofel – Nassfeldpass – Achenitzer Berg – Talwasserscheide Sella di Camporosso bei Tarvisio – Monte Santo di Lussari – Iof Fuart – Sella Nevea.
- Drau.Gail / Isonzo [Soča]:
Sella Nevea – Predilpass – Mangart.
- Save / Soča:
Mangart – Jalovec – Vrsič – Prisojnik – Razor – Triglav – Komna – Vogel.
- Sava / Soča.Idrijca:
Vogel – Rodica – Kobla – Lajnar – Petrovo Brdo – Porezen – Blegoš – Cerkno-Sattel

Hier enden nach Definition die Julischen Alpen. Die Wasserscheide zwischen Donau und Adria setzt sich über den Karst fort. Da es im Karst nur wenige Oberflächengewässer gibt – die überdies meist nach kurzem Lauf im durchlässigen Gestein versinken (siehe Höhlen von Postojna und Höhlen von Škocjan) ist die exakte Festlegung der Wasserscheide problematisch.
- Cerkno-Sattel – Bevkov vrh – Gradišče bei Spodnja Idrija – östlich Idrija – Logatec – Hrušica – Nähe Postojna – Javornik und weiter nach Kroatien.